# عبدالخالق حسونه
عبدالخالق حسونه (عربی: محمد عبد الخالق حسونة؛ ۲۸ اکتبر ۱۸۹۸ – ۲۰ ژانویهٔ ۱۹۹۲) دیپلمات، و سیاستمدار اهل مصر بود. وی از سپتامبر ۱۹۵۲ تا ۱ ژوئن ۱۹۷۲ دبیرکل اتحادیه عرب بود..
عبدالخالق حسونه در ۲۰ ژانویه ۱۹۹۲، در سن ۹۳ سالگی درگذشت.